# 시준기

시준기(視準器, collimator)는 입사 광선이나 입사 입자의 줄기를 평행하게 만들어 주는 장치이다. 평행하게 좁힌다는 것은 운동 방향이 특정 방향으로 더욱 정렬되도록 하거나(즉, 시준된 광선 또는 평행한 광선 만들기) 빔의 공간 단면을 더 작게 만드는 것(빔 제한 장치)을 의미할 수 있다.

## 같이 보기
- 오토콜리메이터